# (26727) Wujunjun
(26727) Wujunjun est un astéroïde de la ceinture principale.

## Description
(26727) Wujunjun est un astéroïde de la ceinture principale. Il fut découvert le 16 avril 2001 à Socorro (Nouveau-Mexique) par le projet LINEAR. Il présente une orbite caractérisée par un demi-grand axe de 2,57 UA, une excentricité de 0,17 et une inclinaison de 8,3° par rapport à l'écliptique.

## Compléments